# Stosunki mołdawsko-rumuńskie

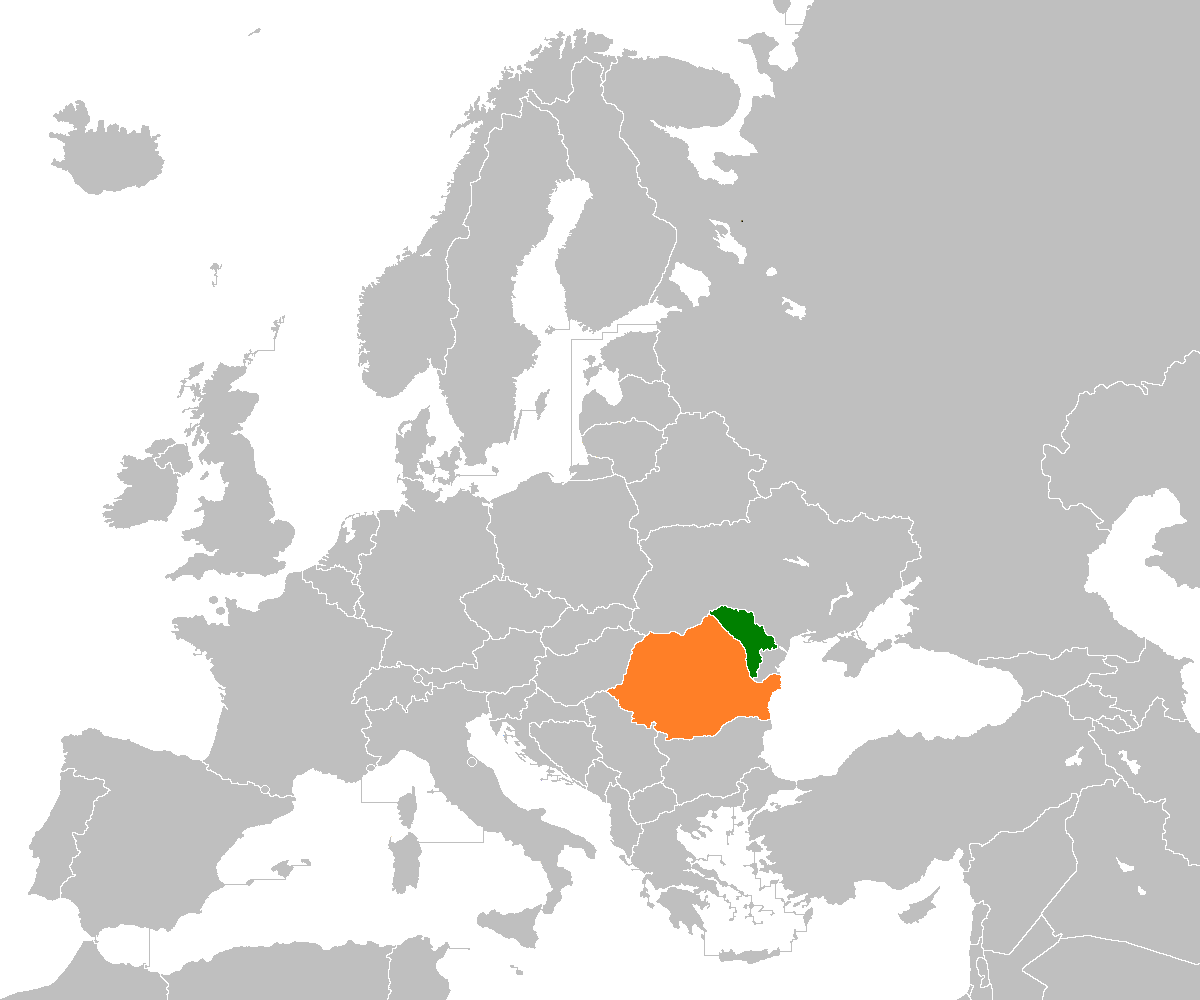
Położenie Rumunii (kolor pomarańczowy) i Mołdawii (kolor zielony)

Stosunki mołdawsko-rumuńskie zostały nawiązane po uzyskaniu przed Mołdawię niepodległości po rozpadzie Związku Radzieckiego. Specyfika wzajemnych stosunków wynika z uwarunkowań historycznych, etniczno-językowych i geopolitycznych.
Granica między tymi krajami mierzy 681 kilometrów oraz przebiega wzdłuż rzeki Prut (rzeka graniczna), wypływającej z terytorium ukraińskiego.

## Kontekst historyczny
W 1812 roku traktat pokojowy w Bukareszcie po raz pierwszy podzielił na dwie części terytorium Hospodarstwa Mołdawskigo, istniejącego od XIV wieku. Granicę wyznaczała rzeka Prut. Podział trwał 105 lat, aż do roku 1917, w którym pierwsza Mołdawska Republika Demokratyczna po ogłoszeniu niepodległości od Imperium Rosyjskiego zjednoczyła się z Królestwem Rumunii. Zjednoczenie państw trwało zaledwie 22 lata, ponieważ od roku 1940, zgodnie z paktem Ribbentrop-Mołotow, rzeka Prut miała wyznaczać granicę między ZSRR na wschodzie (lewy brzeg) oraz Rumunią na zachodzie (prawy brzeg).
Odtąd część Mołdawii należąca wcześniej do Królestwa Rumunii tworzyła Mołdawię Zachodnią, podczas gdy część usytuowana po stronie ZSRR i nazywana powszechnie Besarabią, mimo że termin ten nie odpowiada dokładnie terytorium Mołdawskiej Socjalistycznej Republiki Radzieckiej, tworzyła Mołdawię Wschodnią, z której po rozpadzie ZSRR w 1991 roku powstała obecna Mołdawia.

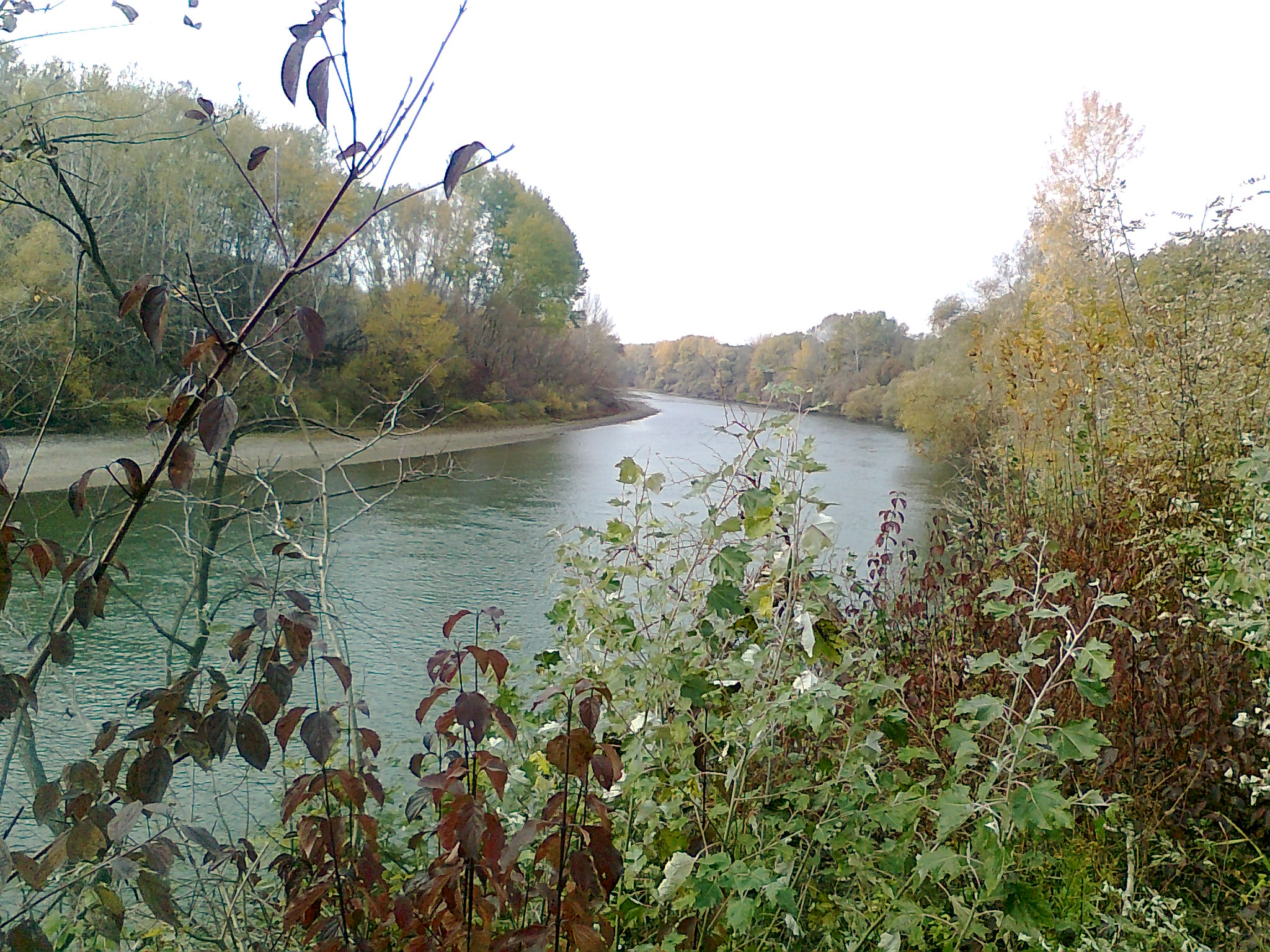
Rzeka Prut między Okręgiem Botoszanym w Rumunii a Rejonem Glodeni w Mołdawii

Do roku 1975 stosunki między dwoma częściami historycznej Mołdawii były znacznie ograniczone. Do roku 1989 istniały jedynie trzy przejścia graniczne, dwa kolejowe (Iași-Ungheni i Galați-Giurgiulești) oraz jedno drogowe (Albița-Leușeni). Międzynarodowe pociągi kursujące między Bukaresztem a Moskwą zatrzymywały się na granicy rumuńsko-mołdawskiej w celu kontroli granicznych, jednakże nie na terytorium Mołdawskiej SRR. Stosunki obu państw ograniczały się do sfer rządzących. W grudniu 1976 r. radziecki przywódca Mołdawskiej SRR Iwan Bodiul wraz z żoną Claudią byli pierwszymi ważnymi mołdawskimi gośćmi w komunistycznej Rumunii.
W przypadku Mołdawian zamieszkujących obie strony Prutu wszelki kontakt pozostawał niemożliwy do momentu ustanowienia przez Michaiła Gorbaczowa pierestrojki i głasnosti (dosł. jawność), których skutkiem było otwarcie granicy oraz przywrócenie zapisu języka mołdawskiego (za jaki ówcześnie uważano dialekt języka rumuńskiego używanego na terenie ZSRR) przy użyciu alfabetu łacińskiego w 1989 roku (nie obowiązuje w Naddniestrzu).

## Stosunki Rumunii i Republiki Mołdawii

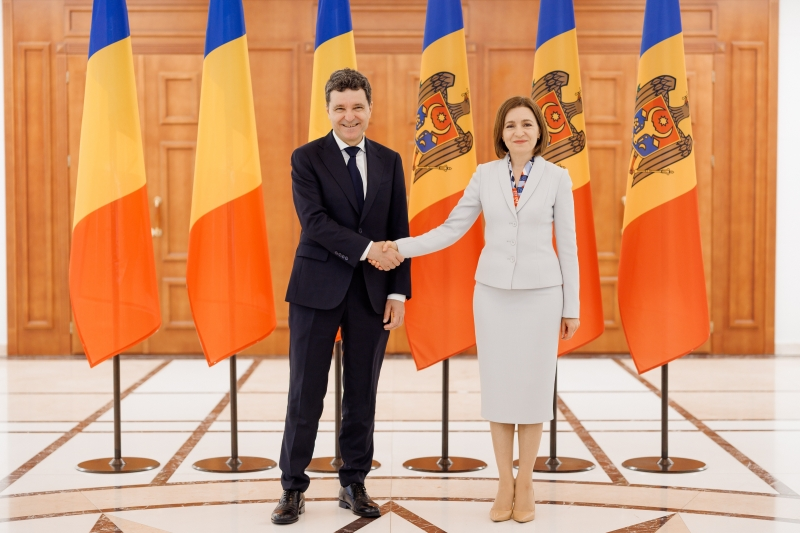
Spotkanie prezydenta Rumunii Nicușora Dana i prezydent Mołdawii Mai Sandu w Kiszyniowie, 2025

W latach 1990 i 1991, w momencie rozpadu ZSRR oraz odzyskania niepodległości przez Mołdawię (Rumunia była pierwszym państwem, które 28 sierpnia 1991 r. jako pierwsze uznało niepodległość Mołdawii), Mołdawianie z obu stron rzeki Prut, obywatele rumuńscy, jak i radzieccy przybyli masowo na mosty graniczne, na których zebrali się w celu wymiany serdeczności. Te manifestacje zostały okrzyknięte „mostami kwiatów”.
Stosunek do Rumunii i rumuńskiej tożsamości jest czynnikiem determinującym podziały polityczne i ideologiczne w Mołdawii. Środowiska prorosyjskie (w przeciwieństwie do sił proeuropejskich) sprzeciwiają się integracji z Rumunii stojąc na stanowisko odrębności obu narodów i obrony mołdawskiej suwerenności. Stan stosunków między państwami zależny jest dużym stopniu od opcji sprawującej rządy w Kiszyniowie. 
Postulat zjednoczenia Rumunii i Mołdawii pojawia się w dyskursie politycznym, ale bez przełożenia na konkrety. Poważną barierą pozostaje problem Naddniestrza, a także sprzeciw rosyjskojęzycznych mieszkańców Mołdawii.